# Kunbir cephalotes
Kunbir cephalotes là một loài bọ cánh cứng trong họ Cerambycidae.